# Iruvidi, Heggadadevankote
Iruvidi là một làng thuộc tehsil Heggadadevankote, huyện Mysore, bang Karnataka, Ấn Độ.